# Ястребов орел
Ястребовият орел (Hieraaetus fasciatus) е едра дневна граблива птица. Среща се и на територията на България и е защитен вид съгласно Закона за биологичното разнообразие, също така е вписан в Червената книга на Република България.

## Физическа характеристика
- Дължината на тялото – 55-65 cm
- Размаха на крилете – 150 cm
- Тегло – 3-6 кг.

## Разпространение и биотоп
Гнезди в Южна Европа, Африка без Сахара и Южна Азия до Индонезия. Непрелетна птица. Среща се и в България.
Обитава гористи и често хълмисти местности, по-рядко открити райони. Африканските популации предпочитат савани, окрайнини, обработваеми земи и гъсталаци, стига да има големи дървета. Ястребовият орел има умерен хабитат – не живее нито в гъсти гори, нито в оголени участъци.

## Начин на живот и хранене
Ловува основно птици, но също така и бозайници (с размери до див заек), гущери и др.

## Размножаване
- Гнездо — двойката винаги има няколко гнезда на територията си, като всяка година ремонтира и използва някое от тях. Намира се на скален корниз или в короната на някое подходящо дърво.
- Яйца – 1-3 броя, бели на цвят, с дължина 75 мм.
- Мътене – трае 37-40 дни. Малките напускат гнездото на около 60-65-дневна възраст.
- Отглежда едно люпило годишно.
- Моногамни птици, особено в гнездовата си територия.

## Допълнителни сведения
На територията на България е изключително рядък и защитен от закона вид.